# Olla
|  | No s'ha de confondre amb Calderó (atuell). |

|  | Aquest article tracta sobre l'estri. Si cerqueu la preparació gastronòmica, vegeu «Ollada». |

|  | Aquest article tracta sobre l'estri. Si cerqueu el poblat, vegeu «Torre Olla». |

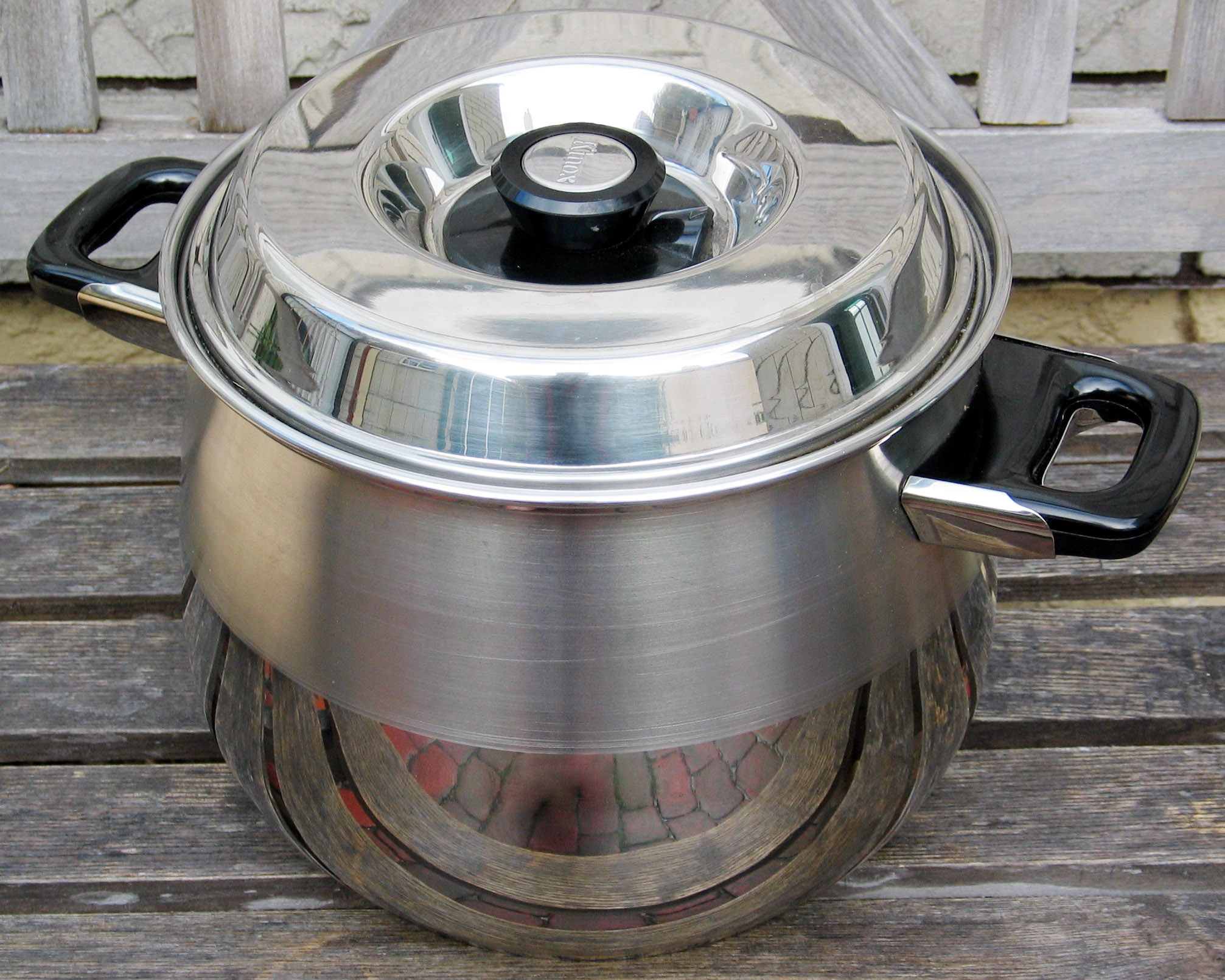
Olla d'acer inoxidable

Una olla és un estri de cuina rodó, de metall, terrissa o altre material, ventrut, generalment amb dues nanses, amb tapa opcional, que serveix per a cuinar, fer bullir líquids... L'olla de pressió és una olla especial per a la cocció ràpida dels aliments.

## Olla de terrissa

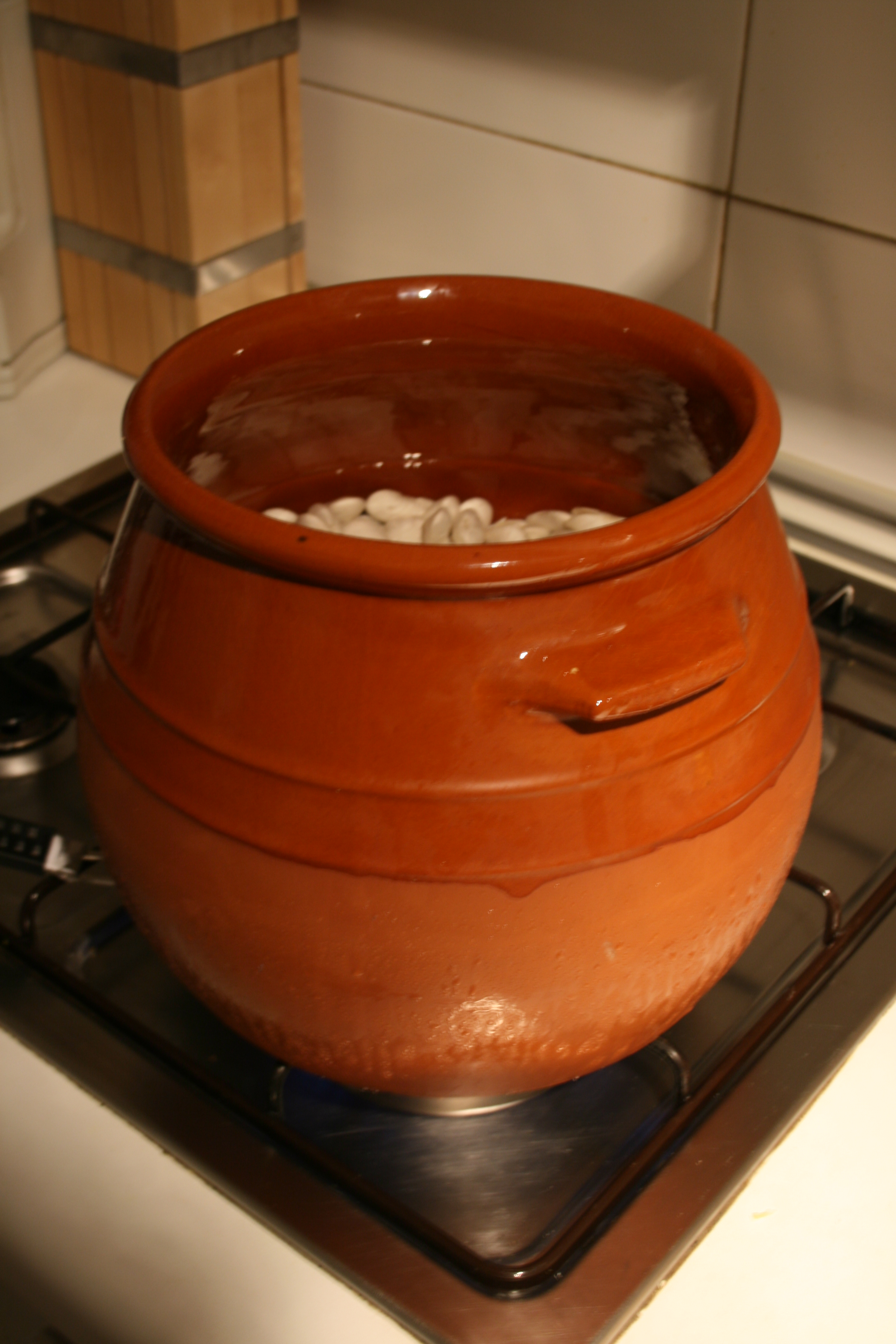
Olla de terrissa preparada per a coure unes fesols.

L'olla de terrissa o olla de fang, elaborada en ceràmica a la qual s'ha donat forma mitjançant tècniques de terrisseria. El fang sol estar bullit en un forn entre els 1000 °C i 1100 °C. Les olles de terrissa estan associades a les gastronomies modernes a l'elaboració del menjar d'una forma clàssica i tradicional, per regla general amb la preparació d'aliments d'una forma lenta: en la majoria dels casos de bullits. Se sol considerar al fang com el material més fidel a l'hora de cuinar llegums.

## Tupí
Un tupí és una olla petita amb una sola ansa. Els tupins estan fets habitualment de terrissa, i tenen la particularitat que reben la calor per la panxa en lloc de per la base com les olles. Els tupins són ventruts i tenen el coll i la base estrets. S'identifiquen tupins d'onze mesures, que són (de més petit a més gran): Caragolí, mitjancer, de presa, entravessadet, embrolla, abogassó, avançadet, entravessat, de viuda i aturgat. També hi havia l'anomenat "tupí mitjà", de mesura sense concretar, segons l'encàrrec.